# سام هاميلتون
سام هاميلتون (بالإنجليزية: Sam Hamilton)‏ (26 يوليو 1995 في الولايات المتحدة - ) هو لاعب كرة قدم أمريكي في مركز الوسط. لعب مع كولورادو رابيدز.

## وصلات خارجية
- سام هاميلتون على موقع الدوري الأمريكي (الإنجليزية)
- سام هاميلتون على موقع قاعدة بيانات كرة القدم.إي يو (الإنجليزية)
- سام هاميلتون على موقع Soccerbase.com (لاعب) (الإنجليزية)
- سام هاميلتون على موقع Soccerway.com (الإنجليزية)
- سام هاميلتون على موقع عالم كرة القدم.نت (الإنجليزية)